# Metal prehispánico
El metal prehispánico es una variante del folk metal que combina los diferentes subgéneros del metal (heavy, thrash, power, death, black, etc.) con la música prehispánica de México, aludiendo al estilo de folk metal tocado por bandas como Cemican, Yaotl Mictlan, Ocelotl, Kalaveraztekah, entre otras. Aunque este término también se puede utilizar para referirse a más bandas latinoamericanas que hacen fusión entre metal con otros tipos de música precolombina como, por ejemplo, la música andina en todas sus variantes, ejemplos de ello son Chaska, Tierramystica y Guahaihoque.

## Características
No existe una característica específica para determinar qué bandas deben considerarse como "metal prehispánico" y qué bandas no, ya que el estilo puede variar entre cada banda. Aunado a esto, el término entra en cierta ambigüedad, ya que algunas bandas no sólo combinan con músicas precolombinas, sino también con músicas tradicionales de la Latinoamérica moderna, tal es el caso de bandas como Aztlan de Ciudad de México, la cual se conoce por su música fusión entre death metal melódico con música azteca y elementos de mariachi e incluso flamenco, detonando así un orgullo hispánico, más que indigenista; DelDesierto, banda que combina metal progresivo con música azteca, son huasteco y mariachi; o la argentina Arraigo, que combina rock y metal progresivo con elementos de música andina, tango y samba. De cualquier forma, el término actualmente se usa exclusivamente para las bandas que combinan en mayor o menor medida algún subgénero del metal con músicas indígenas de América, dejando de lado a bandas como Skiltron, la cual, por ejemplo, siendo una banda de origen argentino combinan con música celta, o a los mexicanos Ulveheim que tocan Viking metal.

## Variaciones
Términos alternativos son "metal andino" para englobar únicamente a las bandas de Sudamérica; y "Native American metal" con el que se engloban también a las bandas de Estados Unidos y Canadá que abarcan temáticas nativoamericanas, como es el caso de Blackbraid, Pan-Amerikan Native Front y Ŭkcheănsălâwit.
Muchas bandas, de todo el continente en general, cantan no sólo en español, sino también en lenguas indígenas. Algunos ejemplos son las mexicanas Amocualli con letras en mixteco y náhuatl; Cemican con canciones en español, náhuatl y maya; Miquian, con letras enteramente en náhuatl; la peruana Apu Rumi con letras en quechua; y la estudaounidense Maȟpíya Lúta con letras en lakota. También es posible encontrar bandas que cantan en inglés para llegar a audiencias más amplias, ejemplos de ello son la peruana Chaska y la estadounidense Maquahuitl.

## Historia
La primera banda a la que se le consideró "metal prehispánico" fue a los mexicanos Izckra, formados en 1984 y que publicaron su demo "Pueblo del Sol" en 1985. Su música era una mezcla de música prehispánica sobre una base de speed y power metal. Posteriormente, en 1991 se formaría Mictlan, quienes en 1992 lanzarían "The Place Where the Dead Abide", una demo en la que combinaron la música prehispánica con death metal, aunque más notable sería su primer álbum de larga duración "Donde habitan los muertos", publicado en 1995. Otra banda que se suele considerar importante es Xibalba Itzaes (1992), aunque su música siempre fue llanamente black metal con temática maya. Mientras que Sepultura, aunque no se puede considerar una banda de folk metal, su álbum Chaos A.D. (1993) marcó un hito de lo que sería la fusión entre metal extremo con tribales brasileños, que años posteriores perfeccionarían bandas como Arandu Arakuaa.
En los años siguientes y a comienzos de los 2000, se vería una oleada de bandas de diversos estilos que continuarían con esta fusión, entre las que destacan Cemican, Yaotl Mictlan, Ocelotl, Amocualli, Kalaveraztekah, Ek, Camaxtli Yoxippa (antes llamada Cabracan), Xipe Totec, Isakoatl, DelDesierto, Miquian, Muluc Pax, entre muchas otras. Todas ellas variando entre las temáticas azteca y maya principalmente, aunque también zapoteca, purépecha, entre otras.
Paralelamente, en Sudamérica, principalmente en los países andinos, surgieron Chaska, Gnosis, ThunDarkma, Guahaihoque, Indoraza, Yana Raymi, Apu Rumi, Wangelen, etc., quienes combinaron diversos subgéneros con música andina en diferentes contextos, así como abarcar temática inca y mapuche. En el caso de la chilena Folkheim se puede apreciar instrumentación y temática Rapa Nui. Brasil también vio nacer bandas con instrumentación andina, entre las que destacan Toccata Magna y Tierramystica, además de estilos locales como es el caso de la antes mencionada Arandu Arakuaa.
Asimismo, en Canadá y Estados Unidos también se han dado bandas con temáticas y folclor navajo, mi'kmaq y nahua, algunas de estas bandas son Blackbraid, Pan-Amerikan Native Front, Ifernach, Volahn, Blue Hummingbird on the Left y Maquahuitl. Incluso folclor hawaiano en el caso de la banda estadounidense Kūka'ilimoku. Estas bandas suelen ser mayormente referidas como "Native American metal".
Bandas de otros países no americanos que han interpretado esta variante de folk metal son las bandas rusas Tenochtitlan y Raxa, y la croata Aztec.
Cabe mencionar que en Europa la británica Skyclad es considerada por muchos como la primera banda de folk metal, sin embargo, el desarrollo de este subgénero más bien fue algo que se dio de manera paralela en América, Europa y Asia. Skyclad se formó en 1990 y publicaron su primer álbum "The Wayward Sons of Mother Earth" en 1991, mientras en México la banda Izckra publicó mucho antes su demo en 1985. En China, Tang Dynasty, formada en 1989 y con su primer álbum en 1991, crearon el estilo de folk metal asiático. Si bien es cierto que Skyclad creó la base para el folk metal europeo, que es también el más dominante y conocido, lo cierto es que el folk metal desarrolló varias escenas locales independientes en varias partes del mundo, siendo el "metal prehispánico" una de ellas. El Viking metal creado por Bathory en 1988 con "Blood Fire Death", aunque también es un estilo europeo, es otro ejemplo de lo mencionado.

## Ideologías
Al igual que como sucede con la escena de folk metal y Pagan metal europea, muchas bandas hablan sobre temas de paganismo, usualmente aludiendo al reconstruccionismo. Entre las bandas mexicanas es común encontrar temática Mexicáyotl, mientras que en las bandas de Sudamérica se puede percibir un culto hacia la Pachamama y otras costumbres indígenas locales. También son comunes temas de mitología, cultura, eventos históricos, folclor y nacionalismo. Específicamente entre las bandas que toman como base el black metal, es común encontrar una hostilidad hacia el judeocristianismo en favor de una reivindicación de las antiguas costumbres y creencias precolombinas.
El indigenismo se ha presentado dentro del metal prehispánico desde diferentes puntos de vista que van desde la ultraizquierda a la ultraderecha, pasando por terceras posiciones. Es posible encontrar bandas como Yaotl Mictlan (México), Ahpuch Oztoc (México), Aztra (Ecuador) y Yanaconas (Argentina) que se posicionan dentro de un indigenismo de izquierda influenciado por ideologías marxistas, anarquistas, comunistas y antihispanistas, aludiendo incluso a favor de movimientos como el EZLN. Mientras que, por otro lado, bandas como Yaocuicatl, Tlateotocani, Kukulcan, Tlillan Calmecac y Nican Tlaca se autoproclaman dentro de una tercera posición influenciada por el movimiento fascista de 1933 Acción Revolucionaria Mexicanista y de los trabajos de autores como Miguel Serrano y José Vasconcelos, abogando así por un nacionalismo de raíces prehispánicas pero que también defiende un legado hispánico. La O.N.S.P. es un sello discográfico de NSBM que se ha dado conocer en el undeground latinoamericano en las últimas décadas y que contiene a varias de las bandas mencionadas.
Pese a lo mencionado antes, muchas bandas prefieren no posicionarse en un espectro político específico y sólo abarcan temas de cultura, mitología, historia y folclor sin ahondar demasiado en posturas indigenistas, hispanistas o de terceras vías. El nacionalismo romántico y el folclor étnico parecen ser lo único universal dentro del folk metal prehispánico, algo que en realidad es implícito dentro de todo el folk metal en general.